# Nabeina Village
Nabeina Village är en ort i Kiribati.   Den ligger i örådet Tarawa och ögruppen Gilbertöarna, i den östra delen av landet, 17 km nordost om huvudstaden Tarawa. Nabeina Village ligger 14 meter över havet och antalet invånare är 414.
Terrängen runt Nabeina Village är mycket platt.  Närmaste större samhälle är Tarawa, 16,5 km sydväst om Nabeina Village. 